# 武漢水生生物研究所

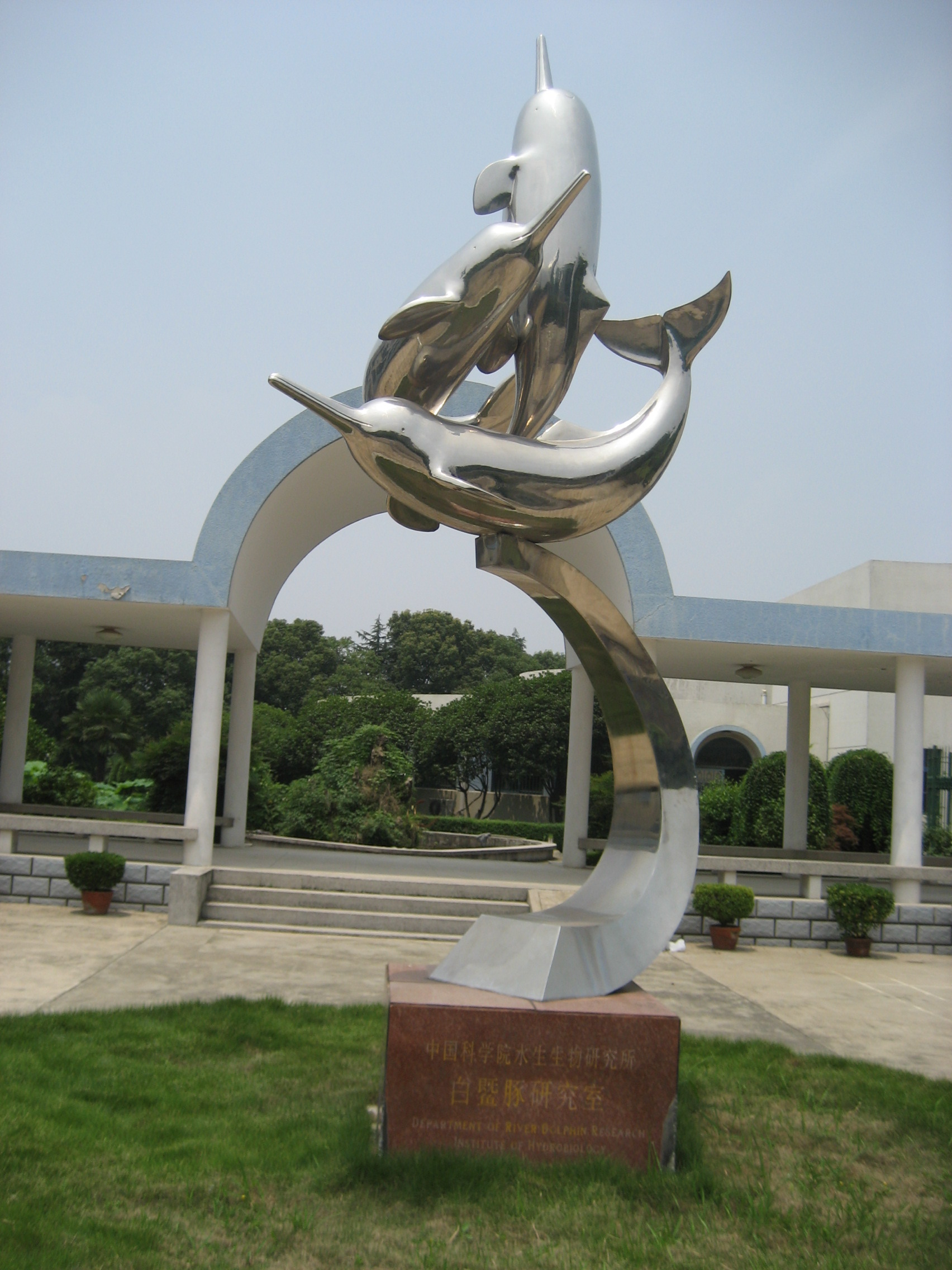
武漢水生生物研究所白鱀豚研究室の入り口

武漢水生生物研究所（ぶかんすいせいせいぶつけんきゅうじょ）は、中華人民共和国湖北省武漢市武昌区にあり、中国科学院に所属する研究所である。水中および水辺にある動植物を研究している。

## 歴史
この研究所はもともと1930年に中国国立中央研究院自然博物館（南京）として発足し、1934年に自然歴史博物館と改名、日中戦争中は湖南省などに移転した。1944年には動植物研究所が動物研究所・植物研究所に分かれ、日中戦争終了後は上海へ移り、1950年に中国科学院成立後に動植物研究所と北京動物研究所の一部を合わせて上海で水生生物研究所とし、1954年に武漢へ移転した。

## 活動
最近は水環境の保護、漁業の持続性に重きを置いて研究し、季刊『水生生物学報』を発行している。三峡ダムの完成などによって環境が大幅に変化している、中国最長の川・長江の水中・水辺の動植物の研究にも重きを置いている。スナメリの保護にも力を入れており、ヨウスコウカワイルカ（2009年絶滅宣言）の保護も行なってきた。

## 研究者
2014年現在の全職員数は334名で、そのうち技術員は271名で、その中に中国科学院院士が6名いる。

## 写真集

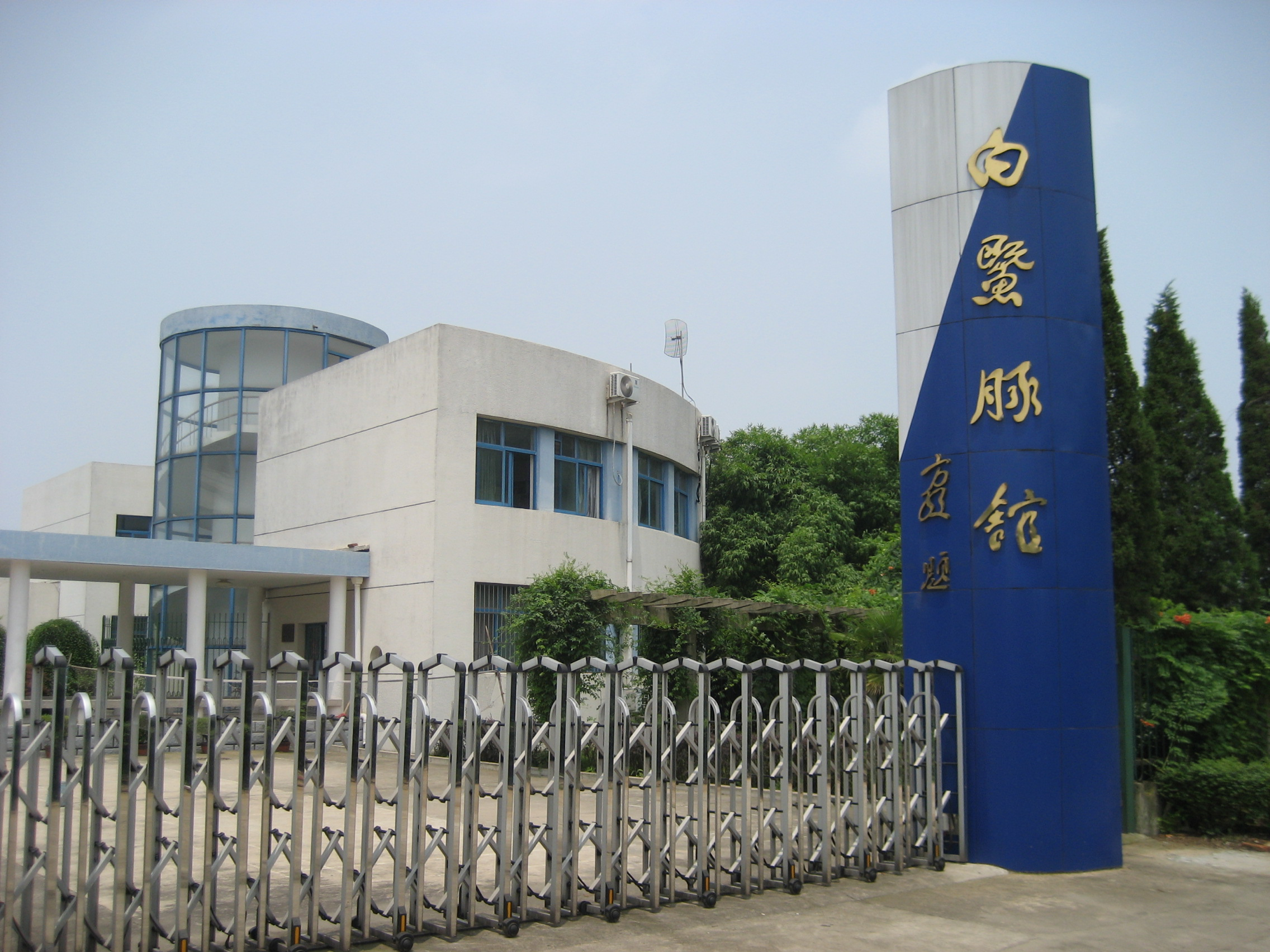
武漢水生生物研究所白鱀豚館の入り口
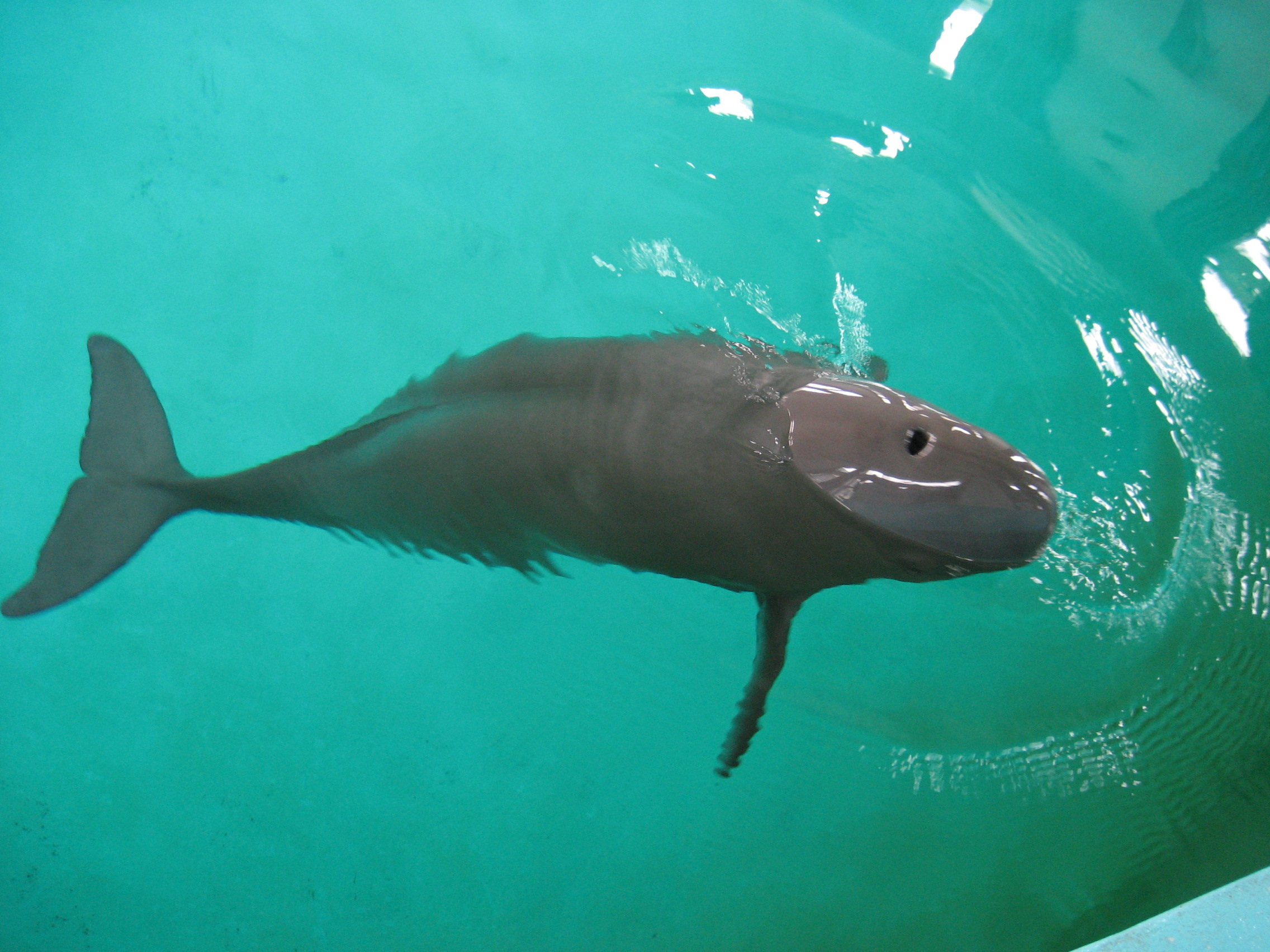
武漢水生生物研究所の水槽で泳ぐスナメリ
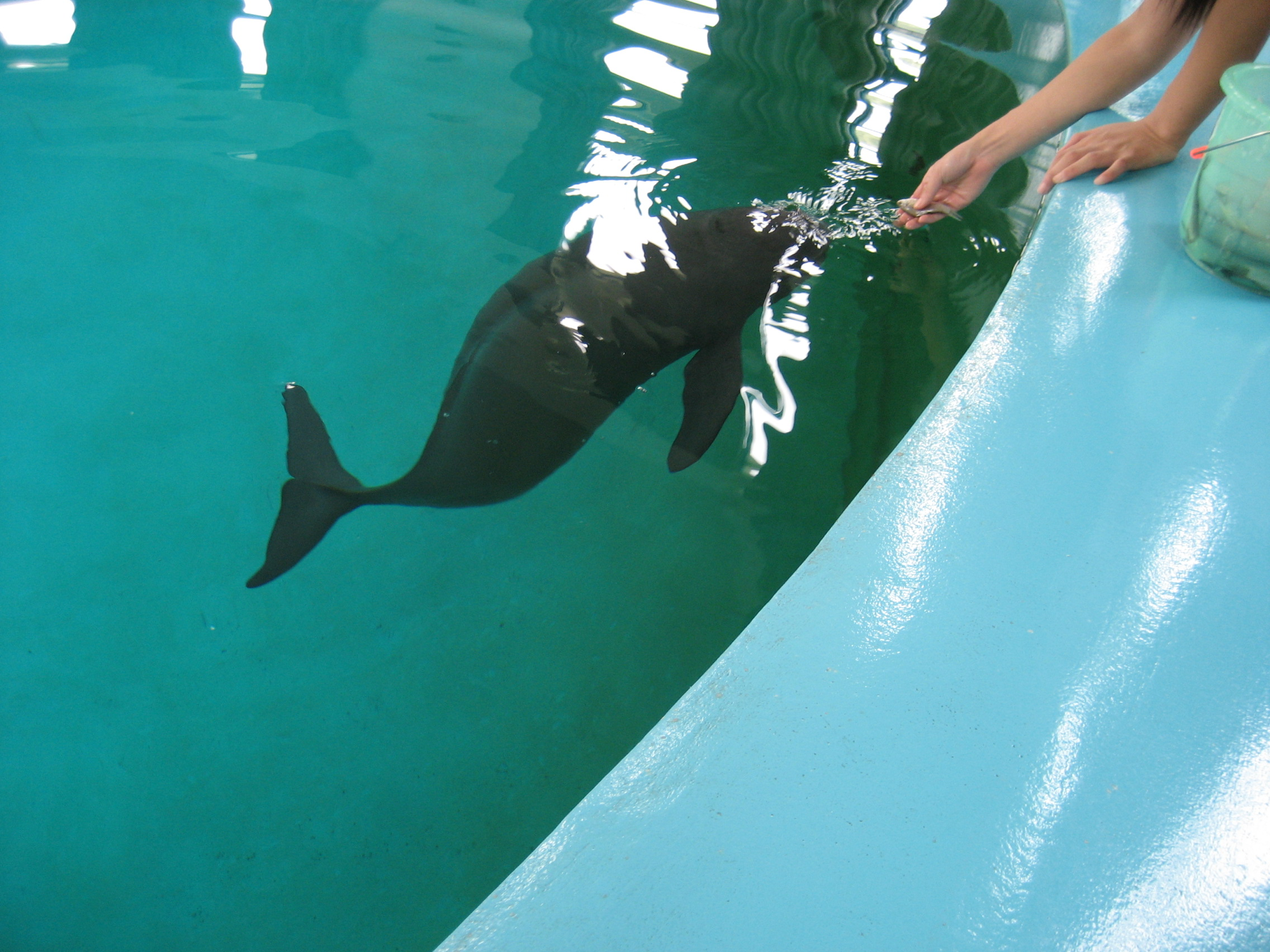
武漢水生生物研究所の水槽で餌をもらうスナメリ
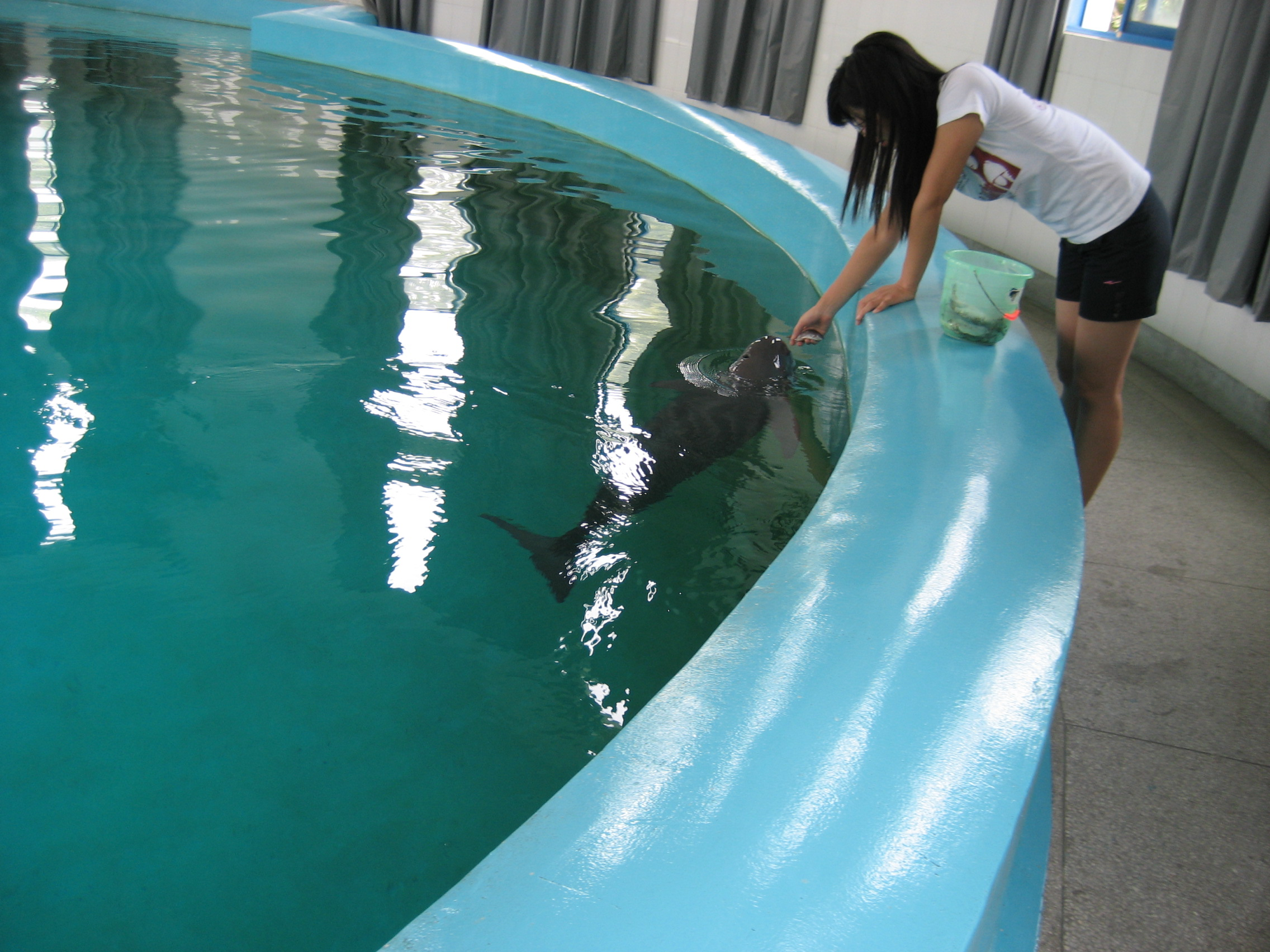
武漢水生生物研究所の水槽で研究員がスナメリに餌付け